# ریکو ایکه
ریکو ایکه (انگلیسی: Reiko Ike؛ زادهٔ ۲۵ مهٔ ۱۹۵۳) یک هنرپیشه و خواننده اهل ژاپن است.